# Houville-en-Vexin
Houville-en-Vexin település Franciaországban, Eure megyében. Lakosainak száma 234 fő (2022. január 1.). Houville-en-Vexin Amfreville-les-Champs, Bacqueville, Cuverville, Écouis, Heuqueville és Frenelles-en-Vexin községekkel határos.

## Népesség
A település népességének változása:
| Lakosok száma | 108  | 122  | 167  | 204  | 218  | 233  | 233  | 234  | 235  | 234  |
|               | 1968 | 1982 | 1990 | 2006 | 2013 | 2015 | 2017 | 2019 | 2020 | 2022 |